# Oscar 2001
Cea de-a 73-a ediție a Premiilor Academiei Americane de Film a avut loc pe 25 martie 2001 la Los Angeles Shrine Auditorium. Gazda show-lui a fost Steve Martin.

## Cel mai bun film
- Gladiator
- Chocolat
- Crouching Tiger, Hidden Dragon
- Erin Brockovich
- Traffic

## Cel mai bun regizor
- Steven Soderbergh - Traffic
- Stephen Daldry - Billy Elliot
- Ang Lee - Crouching Tiger, Hidden Dragon
- Ridley Scott - Gladiator
- Steven Soderbergh - Erin Brockovich

## Cel mai bun actor
- Russell Crowe - Gladiator
- Javier Bardem - Before Night Falls
- Tom Hanks - Cast Away
- Ed Harris - Pollock
- Geoffrey Rush - Quills

## Cea mai bună actriță
- Julia Roberts - Erin Brockovich
- Joan Allen - The Contender
- Juliette Binoche - Chocolat
- Ellen Burstyn - Requiem for a Dream
- Laura Linney - You Can Count On Me

## Cel mai bun actor în rol secundar
- Benicio del Toro - Traffic
- Jeff Bridges - The Contender
- Willem Dafoe - Shadow of the Vampire
- Albert Finney - Erin Brockovich
- Joaquin Phoenix - Gladiator

## Cea mai bună actriță în rol secundar
- Marcia Gay Harden - Pollock
- Judi Dench - Chocolat
- Kate Hudson - Almost Famous
- Frances McDormand - Almost Famous
- Julie Walters - Billy Elliot

## Cel mai bun film străin
- Crouching Tiger, Hidden Dragon (Taiwan)
- Amores Perros (Mexico)
- Divided We Fall (Republica Cehă)
- Everybody's Famous! (Belgia)
- The Taste of Others (Franța)

## Cel mai bun scenariu adaptat
- Stephen Gaghan - Traffic, bazat pe miniseria  Traffik de Simon Moore
- Robert Nelson Jacobs - Chocolat, bazat pe romanul lui Joanne Harris
- Hui-Ling Wang, James Schamus și Kuo Jung Tsai - Crouching Tiger, Hidden Dragon, bazat pe romanul lui Du Lu Wang
- Ethan Coen și Joel Coen - O Brother, Where Art Thou?, bazat pe poemul epic Odiseea de Homer
- Steven Kloves - Wonder Boys, bazat pe romanul lui Michael Chabon

## Premiul Oscar pentru cel mai bun scenariu original
- Cameron Crowe - Almost Famous
- Lee Hall - Billy Elliot
- Susannah Grant - Erin Brockovich
- David Franzoni, John Logan și William Nicholson - Gladiator
- Kenneth Lonergan - You Can Count On Me